# 啄木鳥偵探所
《啄木鳥偵探處》是日本小說家伊井圭撰寫的推理小說。於1999年出版，2019年3月宣布動畫化，並宣佈由LIDENFILMS擔任動畫製作，於2020年4月13日開始播出，全12集。
此故事特色為保留許多史實人物的境遇與特徵，作者對於劇中人物描寫特別用心及有趣。

## 背景
故事背景以日本明治末期作為舞台，描述貧窮的天才歌人石川啄木與其助手同鄉好友金田一京助，兩人以某件殺人事件為契機，展開偵探工作，一同揭開東京（江戶）發生的懸疑事件。故事中常見當時文學新星滙聚於「菊乳舍」中清談。

## 登場角色
石川啄木（聲：淺沼晉太郎）
金田一京助（聲：櫻井孝宏）
野村胡堂（聲：津田健次郎）
平井太郎（聲：小野賢章）
吉井勇（聲：齊藤壯馬）
萩原朔太郎（聲：梅原裕一郎）
若山牧水（聲：古川慎）
芥川龍之介（聲：林幸矢）
森鷗外（聲：諏訪部順一）
夏目漱石（聲：三木真一郎））

## 出版書籍
- 創元Climb Club、1999年5月發售、ISBN 978-4-488-01281-6
- 創元推理文庫、2008年11月21日發售[2]、ISBN 978-4-488-48301-2

## 電視動畫

### 製作人員
- 原作 - 伊井圭（日语：伊井圭）
- 總監督 - 江崎慎平
- 監督 - 牧野友映
- 系列構成 - 岸本卓
- 人物原案 - 佐木郁
- 人物設計 - 原修一
- 音樂 - MONACA
- 動畫製作 - LIDENFILMS
- 主要製作 - 东北新社、LIDENFILMS
- 製作 - 「啄木鳥探偵處」製作委員会

### 主題曲
片頭曲「本日モ誠ニ晴天也」
作詞 - 真崎エリカ / 作曲・編曲 - 山本恭平（Arte Refact） / 演唱 - 古川慎
片尾曲「ゴンドラの唄」
作詞 - 吉井勇 / 作曲 - 中山晉平 / 編曲 - 伊藤賢 / 演唱- NOW ON AIR

### 各話列表
| 話數   | 日文標題 | 中文標題   | 劇本       | 分鏡             | 演出             | 作畫監督                                                                    | 總作畫監督      |
| ------ | -------- | ---------- | ---------- | ---------------- | ---------------- | --------------------------------------------------------------------------- | --------------- |
| 第1話  |          | 愉快的工作 | 岸本卓     | 江崎慎平         | 牧野友映         | 原修一、高橋瑞紀、、橋本尚典                                                | 原修一          |
| 第2話  |          | 魔窟的女人 | 岸本卓     | 板井寛樹         |                  | 浮村春菜、田中亞優                                                          | 山口飛鳥        |
| 第3話  |          | 無心之言語 | 岸本卓     | 板井寛樹         | 半田大貴         | 山崎敦子、三橋櫻子                                                          | 渡邊浩二        |
| 第4話  |          | 高塔的奇譚 | 岸本卓     | 木村寬、牧野友映 | 木村寬           | 大河内忍、高橋敦子、三好和也                                                | 原修一          |
| 第5話  |          | 可惡的畜生 | 岸本卓     | 伊東優一         | 伊東優一         | 山崎敦子、竹島照子                                                          | 渡邊浩二        |
| 第6話  | 忍冬     | 忍冬       | 宮尾百合香 | 伊藤達文         | 臼井文明         | 浮村春菜、田中亞優                                                          | 山口飛鳥        |
| 第7話  |          | 紳士盜賊   | 岸本卓     | 北井嘉樹         | 北井嘉樹         | 高橋敦子、三橋櫻子、大河内忍、森悦史                                        | 山口飛鳥        |
| 第8話  |          | 年輕男子   | 岸本卓     | 井出安軌         | 木村寬、牧野友映 | Lee Seongjae、An Hyojeong、Lee se jong                                      | 原修一          |
| 第9話  |          | 有始有終   | 岸本卓     | 坂田純一         | 田邊慎吾         | 田中亞優、浮村春菜、三好和也、石川慎亮                                      | 渡邊浩二        |
| 第10話 |          | 萬水千山   | 岸本卓     | 半田大貴         | 半田大貴         | 山崎敦子、高橋敦子、竹島照子、三橋櫻子 大河内忍、山村俊了、鎌田均、青野厚司 | 原修一          |
| 第11話 |          | 逢魔時刻   | 岸本卓     | 有冨興二         | 有冨興二         | Lee se jong、Lee Seongjae、Park Yeonghui Song Hyeonju                       | 山口飛鳥        |
| 第12話 |          | 蒼空       | 岸本卓     | 牧野友映         | 牧野友映         | 田中亞優、浮村春菜、三好和也、山崎敦子 竹島照子、大河内忍、青野厚司         | 原修一 渡邊浩二 |

### 藍光版
| 卷數 | 發售日期      | 收錄話數        | 規格編號     | 規格編號     |
| 卷數 | 發售日期      | 收錄話數        | 藍光（特装） | 藍光（一般） |
| ---- | ------------- | --------------- | ------------ | ------------ |
| 一   | 2020年7月3日  | 第1話 ~ 第3話   | BIXA-1291    | BIBA-3451    |
| 二   | 2020年8月5日  | 第4話 ~ 第6話   | BIXA-1292    | BIBA-3452    |
| 三   | 2020年9月2日  | 第7話 ~ 第9話   | BIXA-1293    | BIBA-3453    |
| 四   | 2020年10月2日 | 第10話 ~ 第12話 | BIXA-1294    | BIBA-3454    |

## 外部連結
- 官方网站
- 官方推特 - アニメ「啄木鳥探偵處」公式@kitsutsuki_DO（页面存档备份，存于）